# 木崎ゆう
木崎 ゆう（きざき ゆう、4月12日- ）は、大阪府出身。最高位戦日本プロ麻雀協会に所属する女性プロ雀士。キャッチフレーズは「浪速の勝負師」。
2015年、最高位戦プロ麻雀協会のプロテストに合格。女流Aリーグ所属。同年12月に結成された女性プロ雀士アイドルグループMoreのメンバーになる。
2019年、第20期女流名人戦で優勝し、初タイトルを獲る。12月、Moreを卒業。
2024年、麻雀最強戦2024女神の乱にて優勝、麻雀最強戦2024ファイナルに進出。2回戦まで勝ち上がった。
パチンコ・パチスロ無料動画サイトBASHtvのメンバー、DMMぱちタウンエンジェルスの元メンバー。
2023年、2024年度にボートレース徳山の配信番組MCに起用され、「つんつんテンホーズ」のキャプテンを担当した。

## 人物
趣味はゲーム、ポーカー、食べること、寝ること。ポーカーではトーナメントで好成績を収めている。
配信番組では「永遠の22歳」と自称しているが、発言のつじつまが合わないため、年齢を大きくサバ読みしていることを他の配信出演者や視聴者からたびたび突っ込まれている。

## 出演

### テレビ
- 直撃！コロシアム！！ズバッとTV（2016年6月、TBS）
- 遊びはアクトTV バトル編（びわ湖放送）

### ウェブテレビ
- Moreセンター争奪麻雀バトル（AbemaTV）

### 配信
- 麻雀プロの人狼スリアロ村（人狼スリアロチャンネル）
- 麻雀ロワイヤル Moreリーグ（麻雀スリアロチャンネル）
- 日刊スポーツ杯More Ex麻雀バトル（麻雀スリアロチャンネル）
- 関西フレッシュ村（フレッシュライブ）